# 河內古街區
河內古街區（越南语：／?）是越南首都河內市區的一處古街，位於還劍郡境內。大致方位在昇龍皇城南部，還劍湖北部。
該區域是河內眾地區中最早因人口規模逐漸擴大而形成城市的地區，是河內的工業和商業貿易活動集中，亦是河內城市的「昇龍 - 東都 - 河內」發展軌跡的歷史見證。
用「三十六行街」來稱呼河內古街區實則是不夠科學的，因為「三十六行街」，是傳統意義上稱呼位於老城區內外地區的叫法。

## 景觀

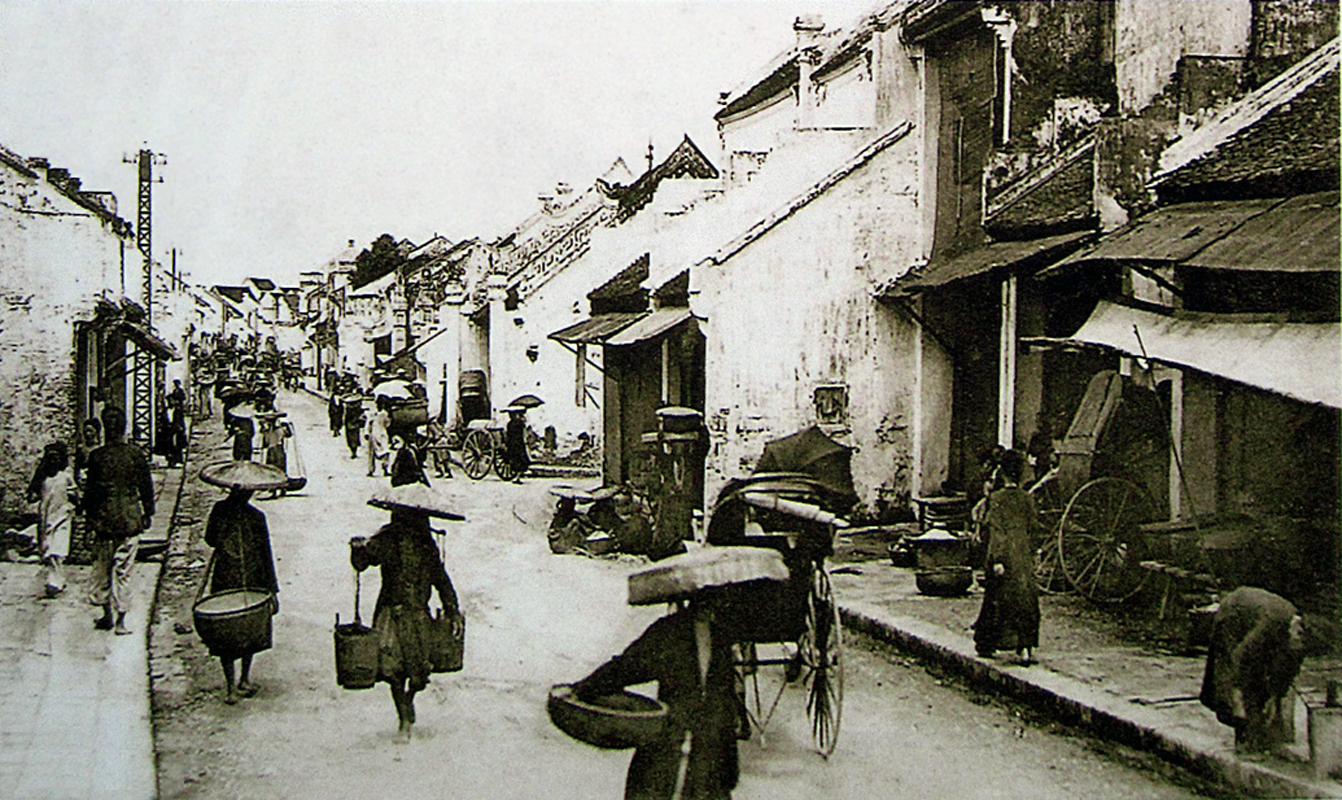
𪊅行舖，約1905年
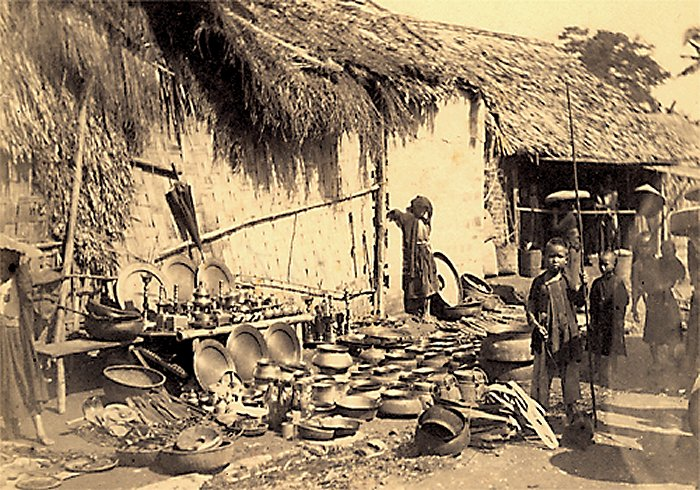
𧸝圖行東部
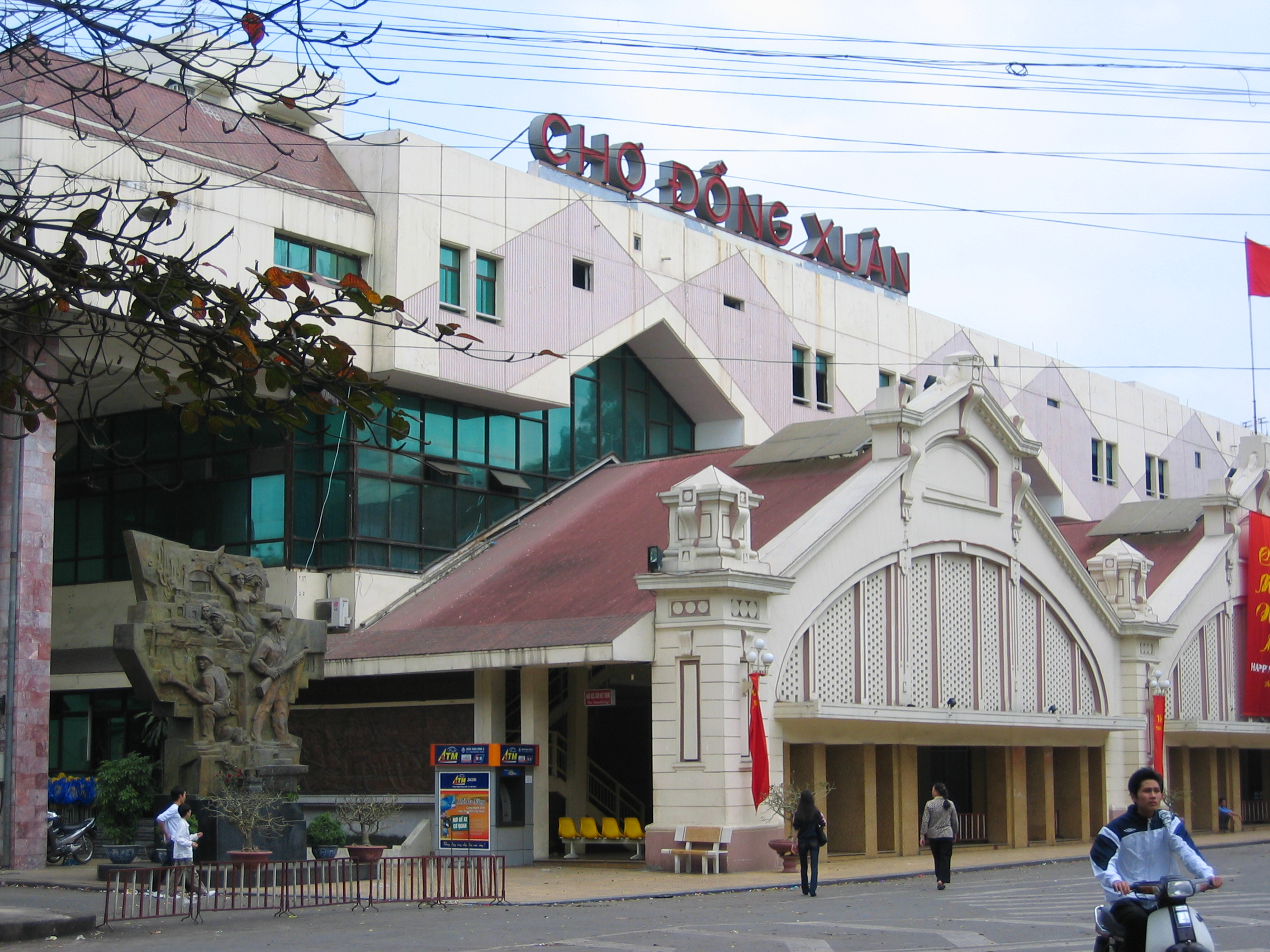
同春市場